# Club Deportivo Promesas Escuelas de Fútbol
El Club Deportivo Promesas Escuelas de Fútbol es un club de fútbol español de Logroño (La Rioja). Fue fundado en el año 2011 y volvió a la competición en 2023 tras haber estado inactivo. Juega en la Regional Preferente de La Rioja desde su vuelta a la actividad en la temporada 2023-24.

## Historia
El año 2011 el club Club Deportivo Escuelas de Fútbol de Logroño decidió crear una sección masculina de fútbol, con el mismo nombre, y fue inscrito en la Regional Preferente de La Rioja.
La aventura duró dos temporadas y, tras posicionar al equipo en la parte alta de la tabla pero no conseguir el ascenso, el club decidió retirar la sección sénior de fútbol masculino y centrarse en la cantera y en el equipo femenino, que en ese momento estaba en Segunda División.
En 2023 se decidió inscribir al equipo de nuevo en la Preferente con el nombre de Club Deportivo Promesas EDF. En esa temporada, si bien no consiguió el ascenso por poco al acabar cuarto en la fase de ascenso, por detrás de los tres puestos de ascenso, consiguió el acceso a la ronda previa de la Copa del Rey.
Finalmente el club fue eliminado de la Copa en esa ronda previa al caer contra el Astur C. F. por 2-0.

## Uniforme
- Uniforme titular: Camiseta granate, pantalón blanco y granates.
- Uniforme alternativo: Camiseta blanca con rayas verticales verdes, pantalón blanco y medias blancas.

## Estadio
El C. D. Promesas EDF juega sus partidos en el complejo deportivo municipal de Prado Viejo, en Logroño.

## Datos del club
- Temporadas en Primera División: 0
- Temporadas en Segunda División: 0
- Temporadas en Primera Federación: 0
- Temporadas en Segunda Federación: 0
- Temporadas en Tercera División: 0
- Mejor puesto en la liga: 4.º en Regional Preferente de La Rioja (2023-24)

## Trayectoria

### Histórico de temporadas
| Temporada | Nivel | División   | Puesto | Copa del Rey |
| --------- | ----- | ---------- | ------ | ------------ |
| 2011-12   | 5.º   | Preferente | 7.º    |              |
| 2012-13   | 5.º   | Preferente | 6.º    |              |
| 2013-2023 | —     | Inactivo   | —      |              |
| 2023-24   | 6.º   | Preferente | 4.º    |              |
| 2024-25   | 6.º   | Preferente | 13.º   | Ronda previa |
| 2025-26   | 6.º   | Preferente |        |              |

```
LEYENDA

 :Ascenso de categoría

 :Descenso de categoría
```

### Participaciones en Copa del Rey
| Temporada | Ronda  | Rival       | Ida | Vuelta | Global |  |
| --------- | ------ | ----------- | --- | ------ | ------ |  |
| 2024-25   | Previa | Astur C. F. | 2-0 | 2-0    | 2-0    |  |